# Club Daze Volume 2: Live In The Bars
Club Daze Volume 2: Live in the Bars es un álbum en directo de la banda Twisted Sister lanzado en 2001 por Spitfire Records. Este disco incluye una actuación de la banda para la radio en 1979, la cual nunca fue emitida.
Las dos primeras canciones del álbum fueron grabadas en estudio en el año 2001: "Never Say Never" y "Blastin' Fast & Loud".
Este disco también es conocido como Never Say Never...Club Daze Volume II.

## Lista de canciones
| N.º | Título                    | Origin                                     | Duración |  |
| 1.  | «Never Say Never»         | 2001 studio recording                      | 2:20     |  |
| 2.  | «Blastin' Fast & Loud»    | 2001 studio recording                      | 3:01     |  |
| 3.  | «Follow Me»               | Unbroadcasted radio show on Halloween 1979 | 3:30     |  |
| 4.  | «Under the Blade»         | Unbroadcasted radio show on Halloween 1979 | 5:02     |  |
| 5.  | «Lady's Boy»              | Unbroadcasted radio show on Halloween 1979 | 5:10     |  |
| 6.  | «Come Back»               | Unbroadcasted radio show on Halloween 1979 | 6:55     |  |
| 7.  | «Can't Stand Still»       | Unbroadcasted radio show on Halloween 1979 | 4:49     |  |
| 8.  | «Honey, Look Three Times» | Unbroadcasted radio show on Halloween 1979 | 4:12     |  |
| 9.  | «You Know I Cry»          | Radio sessions for WLIR & WBAB             | 5:52     |  |
| 10. | «Without You»             | Radio sessions for WLIR & WBAB             | 2:28     |  |
| 11. | «Plastic Money»           | Radio sessions for WLIR & WBAB             | 4:10     |  |
| 12. | «Long Tall Sally»         | Radio sessions for WLIR & WBAB             | 2:25     |  |
| 13. | «Johnny B. Goode»         | Radio sessions for WLIR & WBAB             | 4:20     |  |

## Personal

### Twisted Sister
- Dee Snider - voz principal
- Jay Jay French - guitarra, coros
- Eddie Ojeda - guitarra, coros
- Mark Mendoza - bajo, coros
- Tony Petri - batería
- A. J. Pero - batería en la canción 1 y 2

### Producción
- Denny McNearney - ingeniero de pistas de estudio, mezcla, masterización digital